# Irving Fisher

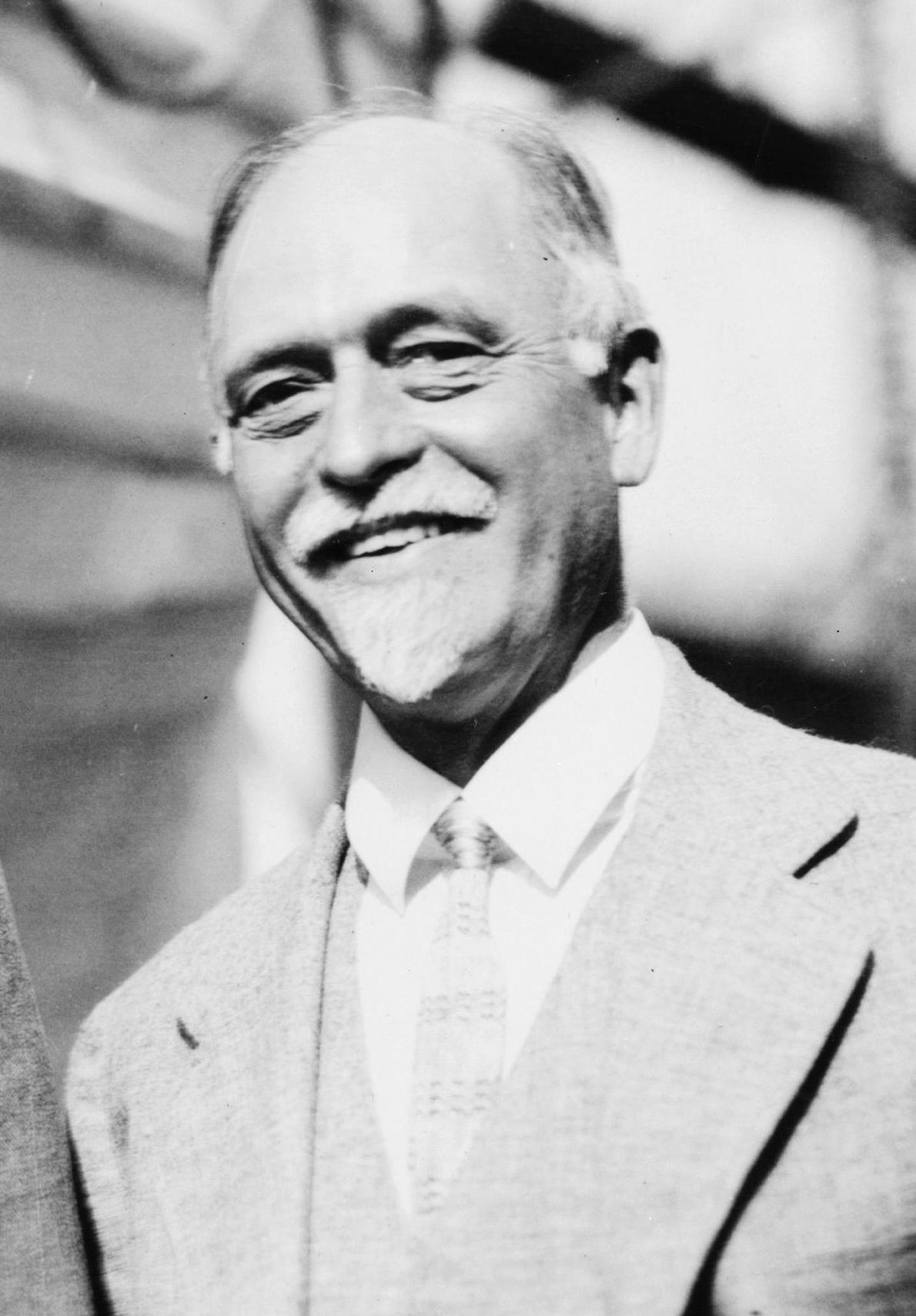
Irving Fisher

Irving Fisher (n. 27 februarie 1867 — d. 29 aprilie 1947) a fost un economist american, reprezentant al Școlii neoclasice. Fisher a devenit cunoscut prin teoria despre preț și capital, după el fiind denumite ecuația Fisher, teorema și efectul Fisher din economie.